# August Horislav Krčméry
August Horislav Krčméry (Horná Mičiná, 1º novembre 1822 – Badín, 9 marzo 1891) è stato un compositore, pubblicista e pastore protestante slovacco.
Adottò lo pseudonimo A. Pohronský.

## Biografia
Nacque dal parroco evangelico di Horná Mičiná Jozef Krčméry e da sua moglie Mária, nata Obrcianová. Ricevette la sua istruzione in famiglia, a partire dal 1831 frequentò il ginnasio di Banská Bystrica e poi  quello di Gemer, dal 1836 al 1838 studiò al liceo di Banská Štiavnica e dopo quell'anno a Presburgo, l'odierna Bratislava. Nel 1844 terminò gli studi di teologia a Wittenberg.
Inizialmente lavorò come precettore, dal 1844 al 1847 fu cappellano evangelico a Tisovec, dal 1848 a Vrbica, oggi frazione di Liptovský Mikuláš, presso il decano Michal Miloslav Hodža. Divenne parroco di Liptovský Mikuláš; dal 1855 al 1874 fu parroco a Hronsek e dopo il 1874 a Badín.
Pubblicò articoli didattici e religiosi, ma anche contributi etnografici e notizie culturali, sui giornali Slovenské pohľady, Sokol, Pešťbudínske vedomosti e altri. Con Ján Kadavý pubblicò il calendario Živena; fu redattore di Hlahol e dell'appendice musicale di Sokol.
Fu un conoscitore delle canzoni popolari slovacche, esortava i compositori a raccogliere e arrangiare le canzoni popolari. Come compositore musicò i testi di numerosi poeti del Risorgimento slovacco, fra cui il Hojže Bože, su testo della poesia Pieseň ("Canzone") di Andrej Sládkovič. Quest'inno fu poi arrangiato da Ján Levoslav Bella per coro maschile.
Con il fratello Eugen curò e pubblicò Slovenský spoločenský spevník ("Canzoniere sociale slovacco") (1871), nella raccolta Slovenské spevy ("Canti slovacchi", 1880-1881) di Ján Kadavý contribuì con 53 canzoni popolari e altre 17 le fornì a Michal Chrástek per la sua Sborník slovenských národných piesní ("Raccolta di canzoni nazionali slovacche") (1870). Le sue canzoni ebbero un ruolo importante nel processo di creazione dell'identità nazionale slovacca, soprattutto nel periodo in cui imperversò la repressione delle manifestazioni nazionali da parte del governo del Regno d'Ungheria, che perseguiva una politica di magiarizzazione. Realizzò anche alcune composizioni minori per pianoforte.